# Kirklees
Kirklees ist ein Metropolitan Borough im Metropolitan County West Yorkshire in England. Verwaltungssitz ist die Stadt Huddersfield. Weitere bedeutende Orte im Borough sind Batley, Birstall, Cleckheaton, Denby Dale, Dewsbury, Heckmondwike, Holme Valley, Holmfirth, Kirkburton, Marsden, Meltham und Mirfield. Partnerschaften bestehen mit dem Kreis Unna in Deutschland (seit 1967) und Bielsko-Biała in Polen.
Die Reorganisation der Grenzen und der Kompetenzen der lokalen Behörden führte 1974 zur Bildung des Metropolitan Borough. Fusioniert wurden dabei die County Boroughs Huddersfield und Dewsbury, die Municipal Boroughs Batley und Spenborough sowie die Urban Districts Colne Valley, Denby Dale, Heckmondwike, Holmfirth, Kirkburton, Meltham und Mirfield. Diese Gebietskörperschaften gehörten zuvor zur Grafschaft West Riding of Yorkshire.
1986 wurde Kirklees faktisch eine Unitary Authority, als die Zentralregierung die übergeordnete Verwaltung von West Yorkshire auflöste. Kirklees blieb für zeremonielle Zwecke Teil von West Yorkshire, wie auch für einzelne übergeordnete Aufgaben wie Polizei, Feuerwehr und öffentlicher Verkehr.
Kirklees ist der bevölkerungsmäßig größte städtische Verwaltungsbezirk Englands ohne City-Status. Die Fusion zweier County Boroughs führte dazu, dass der Bezirk kein dominierendes Zentrum aufweist. Zu Beginn der 1990er Jahre wurden Forderungen laut, Kirklees in zwei ungefähr gleich große Hälften zu teilen. Doch bei der Gemeindereform im Jahr 1996 änderte sich nichts.

## Politik

### Kirklees Council
- Greens: 4
- Labour: 23
- LibDem: 10
- Cons.: 16
- Unabh.: 16